# Mégalopolis
Pour les articles homonymes, voir Megalopolis et Mégalopole.
Mégalopolis ou Megalópoli (« ἡ Μεγάλη πόλις », la grande ville, comme l'écrit Pausanias le Périégète, ou en grec moderne Μεγαλόπολη) est une ville de Grèce, dans le Péloponnèse, dans la vallée de l’Alphée, capitale du dème homonyme.

## Géographie

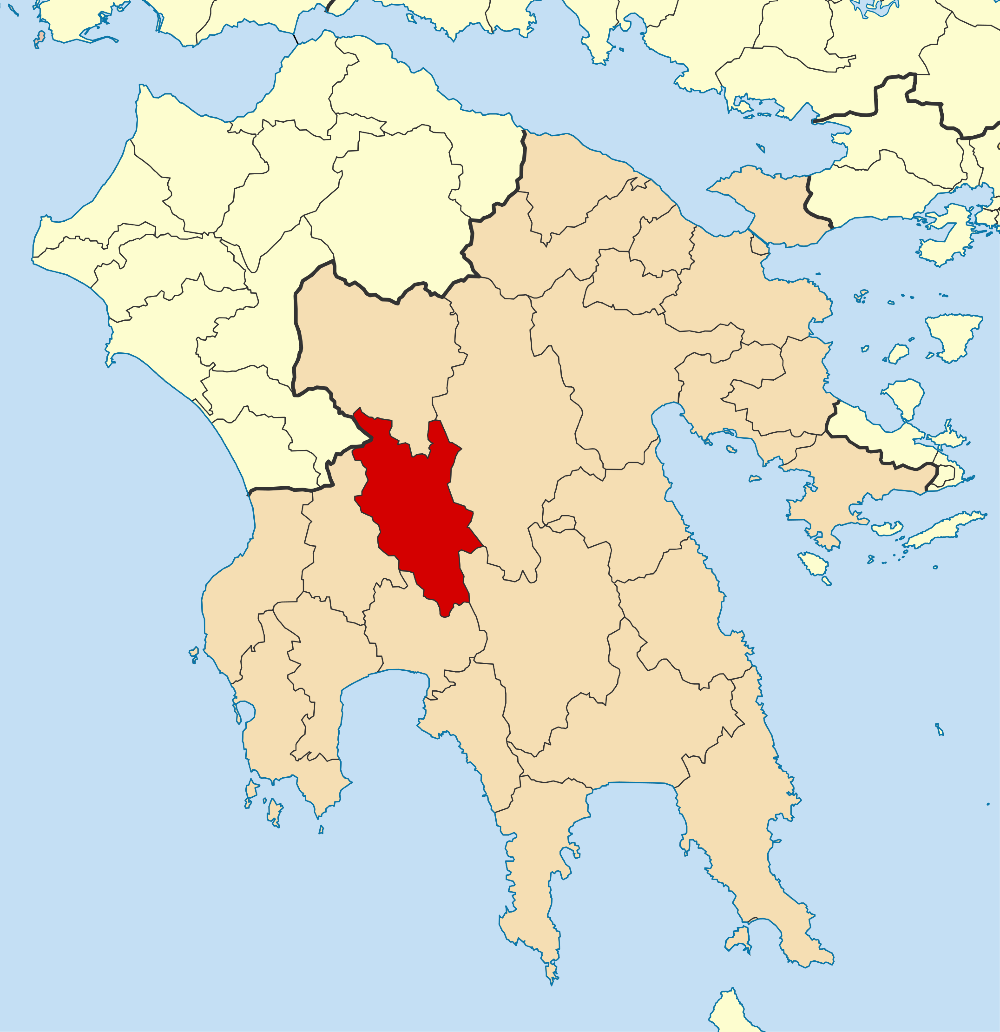
Dème de Mégalopolis, depuis la réforme Kallikratis (2010).

La ville est située dans le district régional d'Arcadie. Dans les environs de la ville se trouve la mine de Mégalopolis, une mine à ciel ouvert de lignite, utilisée dans une centrale thermique. Cette exploitation est la cause d'une importante pollution de l'Alphée.

## Histoire
Elle fut fondée entre -371 et -368 par Épaminondas pour surveiller Sparte, et fut le siège de la ligue arcadienne. En -331, Agis III, roi de Sparte, fut tué lors de la première bataille de Mégalopolis, qui l’opposa à Antipater, un général d’Alexandre le Grand.
En -235, le tyran Lydiadas fit adhérer la cité à la Ligue achéenne, à laquelle elle donna plusieurs hommes politiques de premier plan, dont Philopœmène, Lycortas et Polybe. En -227, le roi Cléomène III de Sparte y défit la Ligue achéenne ; il la détruisit ensuite en -222, mais elle fut rebâtie.
Romaine, puis byzantine, Mégalopolis résista aux invasions gothiques du IVe siècle mais fut abandonnée à la suite des invasions slaves du VIIe siècle. Un village reparut ensuite sur le site à l'époque ottomane sous le nom de Sináno (Σινάνο) probablement dû à un timariote nommé Sinan. Au XIXe siècle, la bourgade qui a grandi entre-temps, retrouve son nom de Mégalopolis après la guerre d'indépendance grecque.

## Archéologie

### Préhistoire
En 2023, lors de fouilles dans la mine de lignite, une équipe d'archéologues de l'université de Tübingen met au jour cinq sites archéologiques d'âges échelonnés de 700 000 ans (le plus ancien site archéologique du Paléolithique inférieur en Grèce) à 280 000. Ces sites comportent des outils en pierre et des os d'espèces éteintes (cerfs géants, hippopotames, rhinocéros, éléphants et macaques) dont certains portent des traces d'abattage et de découpe. En l'absence de fossiles humains, l'espèce à l'origine des abattages et découpes ne peut pas être assurée, mais la facture des outils suggère des Homo sapiens archaïques plutôt que des Néandertaliens.

### Histoire
37° 24′ 38″ N, 22° 07′ 38″ E
Les vestiges de la ville antique, construite très rapidement, de -371 à -368, pour servir de capitale administrative à la Confédération arcadienne (en), se situent dans la vallée de l'Alphée, au nord de la ville moderne. Le théâtre (réputé le plus grand de la Grèce antique, avec 20 000 places) et les fondations du Thersilion (grande salle de réunion de l'« assemblée des Dix-Mille »), dominent la rive sud. Au nord du fleuve se situent le sanctuaire de Zeus Sôtèr et les vestiges de l'agora, avec le portique de Philippe, long de 156 m, ainsi que ceux du bouleutérion, du gymnase et des murs de la ville:531.

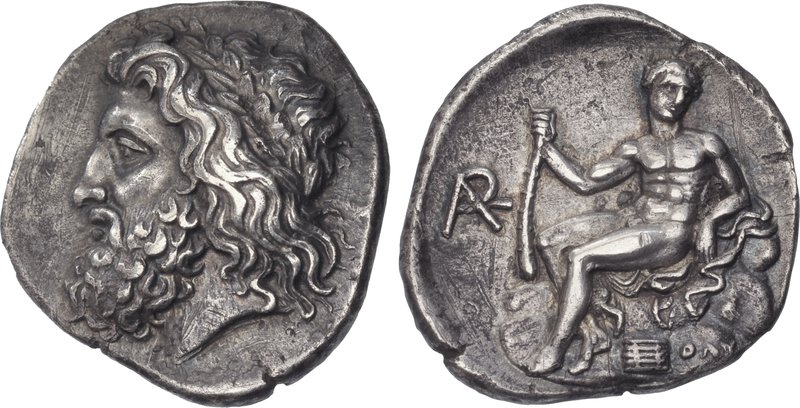
Statère d'argent de Mégalopolis (-363)
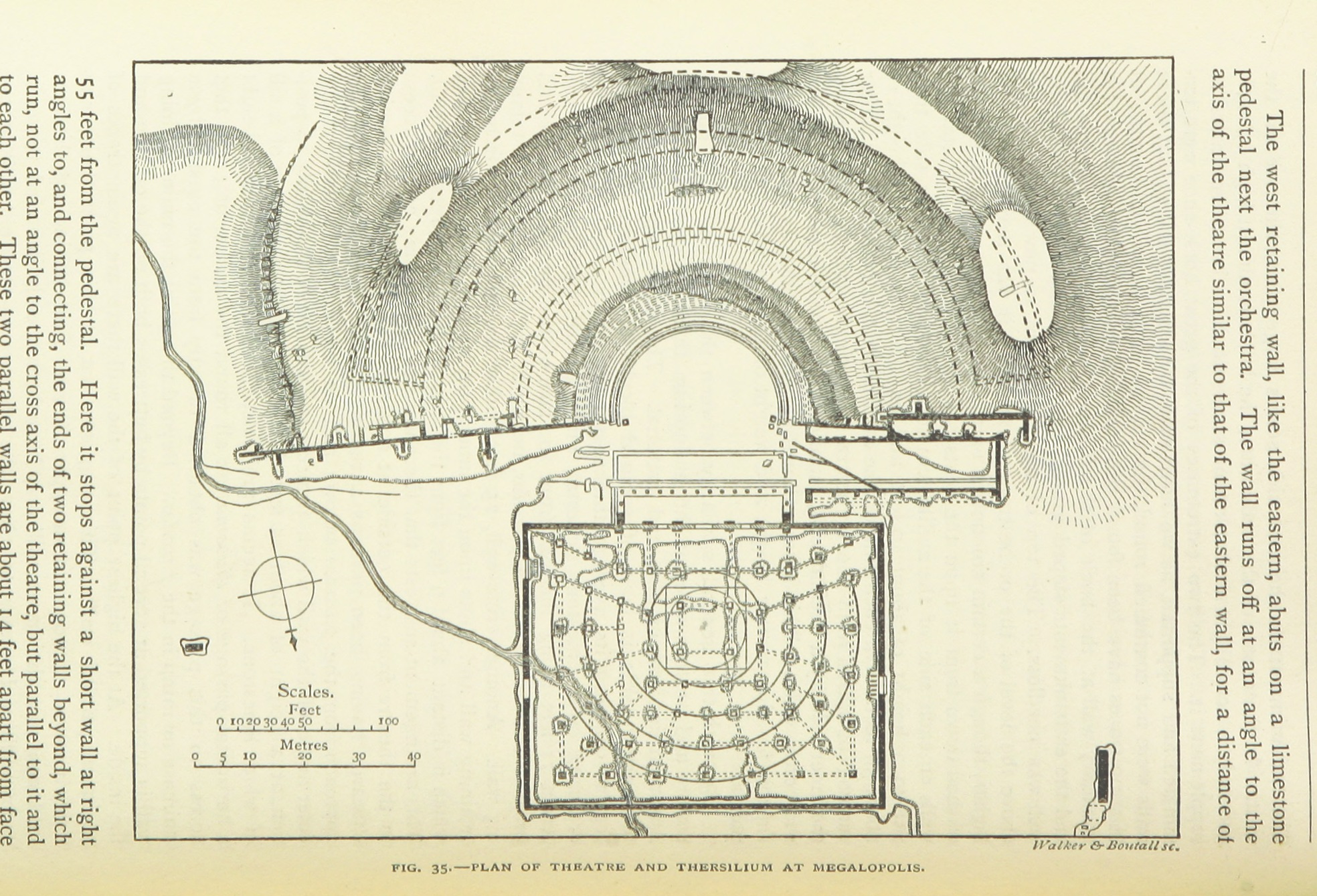
Plan du théâtre et du Thersilion
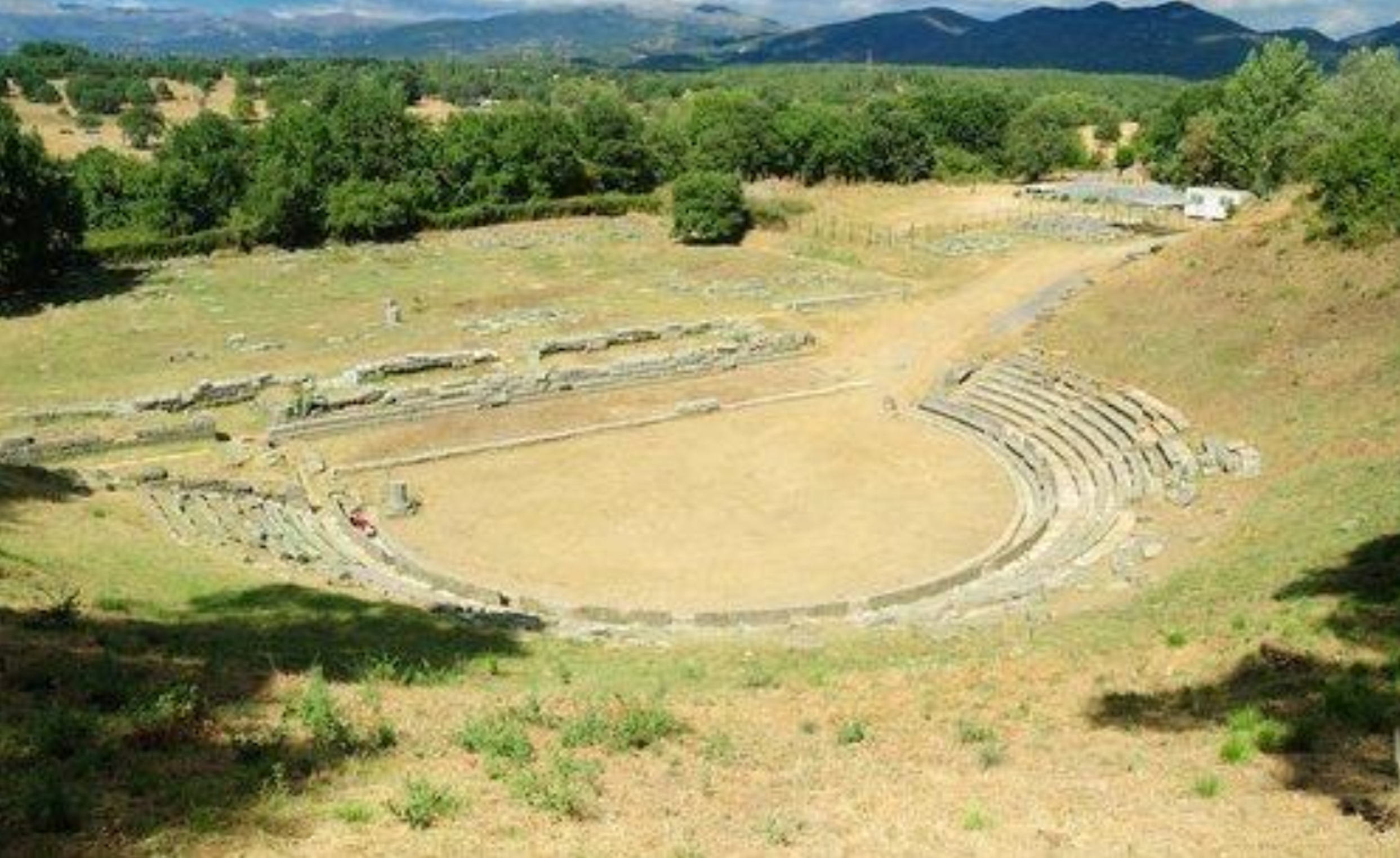
Le théâtre et le Thersilion

## Personnalités liées à la ville

### Historiques
- Ecdémos et de Démophanès, platoniciens, disciples d'Arcésilas de Pitane.
- Philopœmen, homme politique et général.
- Cercidas de Mégalopolis, philosophe cynique, poète et important réformateur social

#### Naissances
- Polybe, historien, vers avant 199 av. J.-C.
- Aristonymos, législateur de la ville et élève de Platon.

### Mythiques
- Hagno, nymphe, nourrice de Zeus.

### Sources antiques
- Wikisource : Pausanias, Αρκαδικά, 27, 1-17 (texte original)